# 五岳

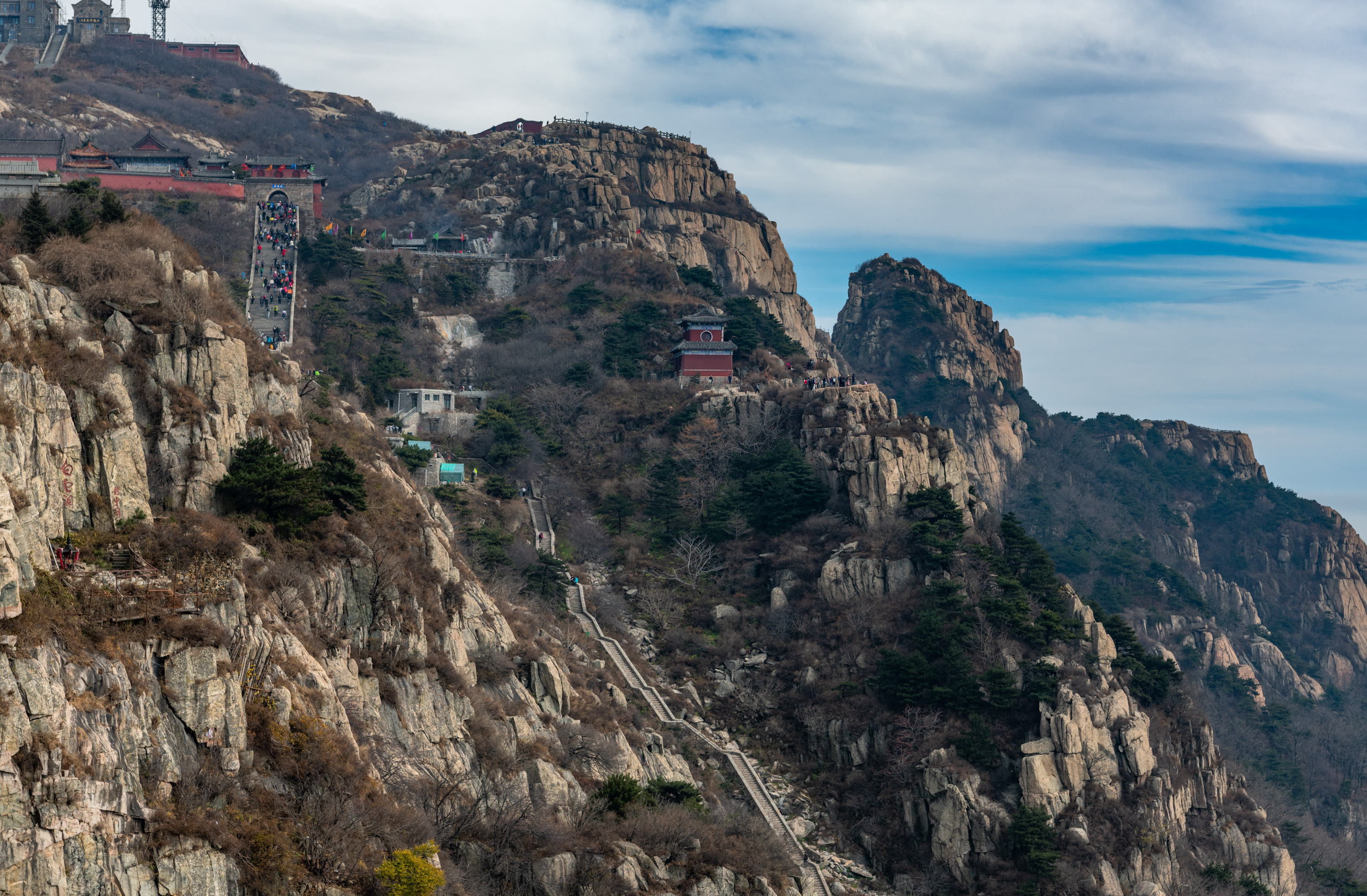
东岳泰山

五嶽，是中国五大名山的总称，分別為东岳山東泰安的泰山、西岳陝西华阴的华山、中岳河南登封的嵩山、北岳山西浑源的恒山、南岳湖南衡阳的衡山，有些研究认为，「五岳」一詞来源于中国的五行思想与对山岳、山神的崇拜，传说盘古死后，头和四肢化为五岳。雖然五嶽不是中国海拔最高的山群，但由於高耸在平原上，故在古人眼中格外险峻，加上不少名人雅士的祭祀、作詩、修行或到訪，留下遗迹，因此大大增添了五嶽的聲譽。

## 起源
五嶽起源于古代中国人的山川崇拜，是和国君对山神的祭祀联系在一起的。五嶽一词始見於《周禮》的“春官·大宗伯”：“以血祭祭社稷、五祀、五岳。”《礼记》“王制”记载：“天子祭天下名山大川，五岳视三公，四渎视诸侯。诸侯祭名山大川之在其地者。”这里的五岳并没有列出具体山名。东汉的郑玄对《周礼》的注释说：“五岳，东曰岱宗、南岳曰衡山、西岳曰华山、北岳曰恒山、中岳曰嵩山。”
但是，历史上所称的北岳恒山，其所指的并不是如今的山西恒山。北岳恒山在历史上长期都是指河北省曲阳的大茂山（古称恒山），直到1660年才由山西的恒山所取代。
一些中国的地方割据政权，也曾以自己的视角封过五岳，例如三國時代，東吳的孙皓封离县（現於江苏宜兴县）为中岳，又封其南的荆南山为南岳。五代十國時期，闽帝王延均封霍童山（現於福建宁德县）为东岳，高盖山（現於永泰县）为西岳。
因受中国文化的影响，古代朝鲜、雲南也曾封过五岳。

## 名称
至於為何取五岳，而非其它數字，人們經過研究，認為中國五岳制度立始於漢朝，可能是當時的一些經學家根據殷商時的五方（東、南、西、北、中）和五色（青、赤、白、黑、黃）等觀念，加以附會而成。
五岳具体山名见诸文字并得到官方确认，是在秦汉时期。《尔雅》“释山”和秦朝人伏生所做的《尚书·大传》都记载了五岳分别为“岱（泰）山、霍山、华山、恒山、嵩高（嵩山）”。其中的霍山，又称衡山。《汉书》的“郊祀志”载，汉宣帝在公元前61年（神爵元年）颁诏，正式确定东岳为泰山、西岳为华山、南岳为霍山（即衡山）、北岳为常山（即恒山）、中岳为嵩山。除了嵩山外，確定这四山为四岳，可能早在《周礼》成书的春秋或战国时期，最晚也在西汉时期。

## 神化
汉武帝之后中国历代皇帝都对五岳不断加封，唐代把五岳封为王，宋代加封为帝，元代继续加封为帝，到了明代更被加封为神。
道教创立以后，继续将五岳神化，认为五岳乃是神仙居住之地，把东岳称为蓬玄太空洞天，南岳称为朱陵太虚洞天，西岳称为太极总仙洞天，北岳称为太乙总玄洞天，中岳称为上圣司真洞天。
道教典籍《太清金闕玉華仙書八極神章三皇內秘文》記載：「南嶽司命者，隋魏夫人也。東岳司命者，乃紫微王夫人也。西嶽司命者，乃西王母第十三愛女也。北岳司命者，乃唐臣崔府君也。中岳司命者，乃唐臣李靖也。」
晋朝的道士葛洪在《枕中书》中，融合了五行所代表的方位和颜色的说法（木代表东方，青色；火代表南方，赤色；金代表西方，白色，水代表北方，黑色，土代表中央，黄色），声称太昊为青帝，治东岳岱宗山（泰山），祝融为赤帝，治南岳衡霍山（即天柱山），金天氏为白帝，治西岳华阴山（即华山），颛顼为黑帝，治北岳太恒山（即恒山），轩辕氏为黄帝，治中岳嵩高山（即嵩山）。

## 五岳的介绍

### 東嶽

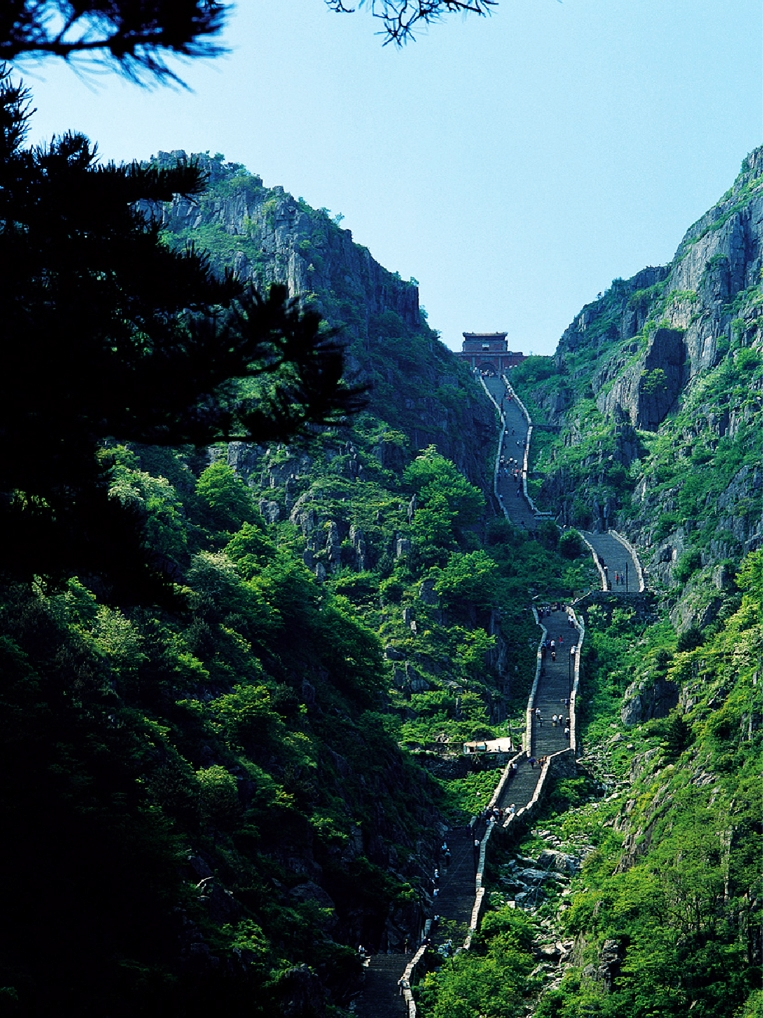
泰山

东岳历来即指泰山，古名為“岱宗”或“岱山”，“岱”即大、长辈之意。泰山素有“天下名山第一”、“五岳之首”的美譽。孔子赞叹说“登东山而小鲁，登泰山而小天下”。西汉的东方朔稱“泰山吞西華，壓南衡，駕中嵩，軼北恒，為五嶽之長”。 杜甫等名人雅士也都曾到訪此山，并留下詩句。
泰山是中國古代文明的重要發源地之一，同時是齊魯文化的中心，也是中國道教聖地之一，在历代具有神山的地位，《史记集解》所载：“天高不可及，于泰山上立封禅而祭之，冀近神灵也。”因此泰山經常是设坛祭祀，举行封禅大典之地。第一个在此举行大规模封禅仪式的是秦始皇，汉武帝数次封泰山，而历代共有72位皇帝到泰山封禅。
泰山海拔1532.7米，在五岳里居中。

### 南嶽
南岳最初是指湖南省衡山，後來一度改指安徽省潜山的天柱山。天柱山古代又称霍山、衡山、皖山、潜山。汉武帝在公元前106年（元封五年）明确改立天柱山为南岳。而根据最晚完成于秦、汉年间的《尔雅》“释山篇”记载：“霍山为南岳。”东晋人郭璞对此注释说：“霍山指天柱山。”北宋乐史《太平寰宇记》记载：“霍山一名衡山”。《潜山县志》记载：“秦汉渭楚南衡山为湘山，霍山天柱山为衡山。”可见，古书中所说的南岳衡山，也可以是指安徽的天柱山。

根據《漢書地理志》所言，禹貢的衡山在西漢長沙國境內。
隋文帝在公元589年（開皇九年）重新將湖南衡山定为南岳。衡山古名為壽嶽。據《星經》所載，南嶽衡山是對應星宿28宿之軫星，軫星乃主管人間蒼生壽命。相傳神農氏曾來此採百藥，因嘗線蟲中毒而仙逝於降真峰上。在道教中，此山是道教洞天福地，是神仙居住遊憩的之一。建于唐代的南岳庙，是湖南省最大的一座古建筑。
衡山海拔1300米，是五岳中最矮的。

### 西嶽

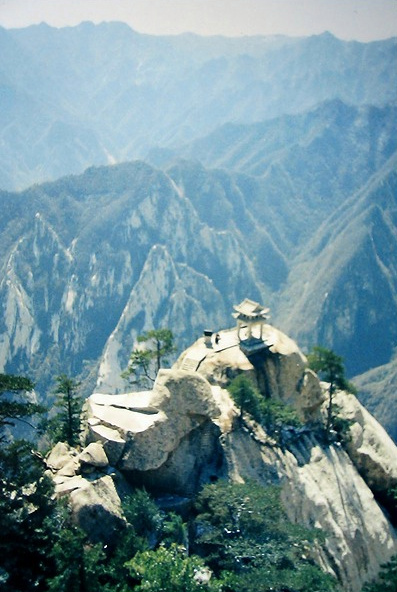
华山下棋亭

西岳指華山，亦称太华山、华阴山，雄據於秦、晉、豫三省，為古城長安、洛陽的中樞。正所謂「華山自古一條路」，華山以山形峻拔高險著稱，享有“五嶽独秀”的美譽。自古以來，攀登华山仅南北一条约15公里的山道，故有“自古华山一条路”之辞。华山还有许多神话傳說，沉香劈山救母的故事，便是發生在华山西峰上，今天山上有一巨大的斧劈石。當中建于汉武帝在位時的西嶽庙，有着“陕西故宫”和“五岳第一庙”之稱誉，這是五岳中建制最早和面積最大的庙宇。中國歷史上，曾有56位皇帝曾到此山巡游或举行祭祀活动。
華山海拔2155米，是五岳中最高的。

### 北嶽

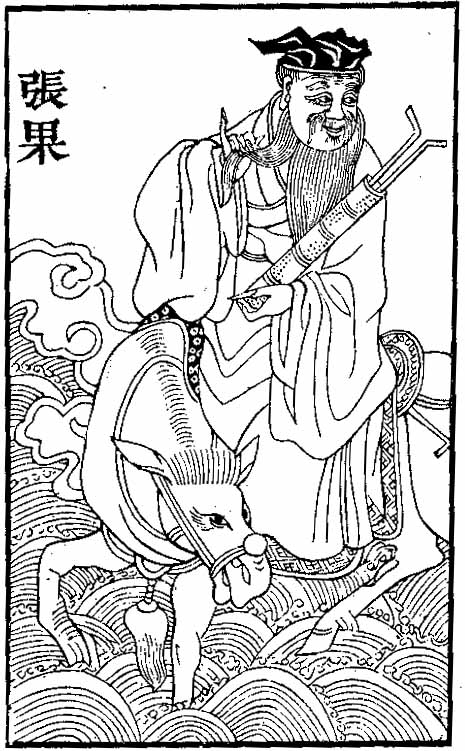
張果老画像

《尔雅》“释山”称：“恒山为北岳”。在清朝顺治年间以前，北岳恒山一直指的是今河北省保定市曲阳县的大茂山。大茂山，古称恒山，汉朝和宋朝时，因避汉文帝和宋真宗的名讳，曾改名常山。《汉书》的“郊祀志”记载北岳常山在曲阳，历代史书也都明确记载，恒山在曲阳县西北，主峰为大茂山。公元前98年，即汉武帝天汉三年，曲阳县始建北岳祠，北魏宣武帝年间（公元500～512年），北岳祠改建为北岳庙。
1660年（清顺治十七年），顺治皇帝下诏，祭祀北岳由曲阳的恒山转到山西浑源的恒山。恒山又名元岳、常山，素有“塞北第一名山”之美譽。西汉初年，恒山巳建有寺庙；到明、清朝时已经寺庙群居，有“三寺四祠九亭阁，七宫八洞十二庙”之稱。恒山风景以地险、山雄、寺奇、泉绝称著。恒山的美景，被明代徐霞客录入《徐霞客游记》中。古有恒山十八胜景，今尚存朝殿、会仙府、九天宫和位于金龙口悬西崖峭壁上的悬空寺等十多处。另外，恒山也留下了不少的传说故事，八仙之一张果老就是相傳在此隐居潜修，并於果老岭骑毛驴上天的。
恆山海拔2016米，在五岳中排行第二。

### 中岳

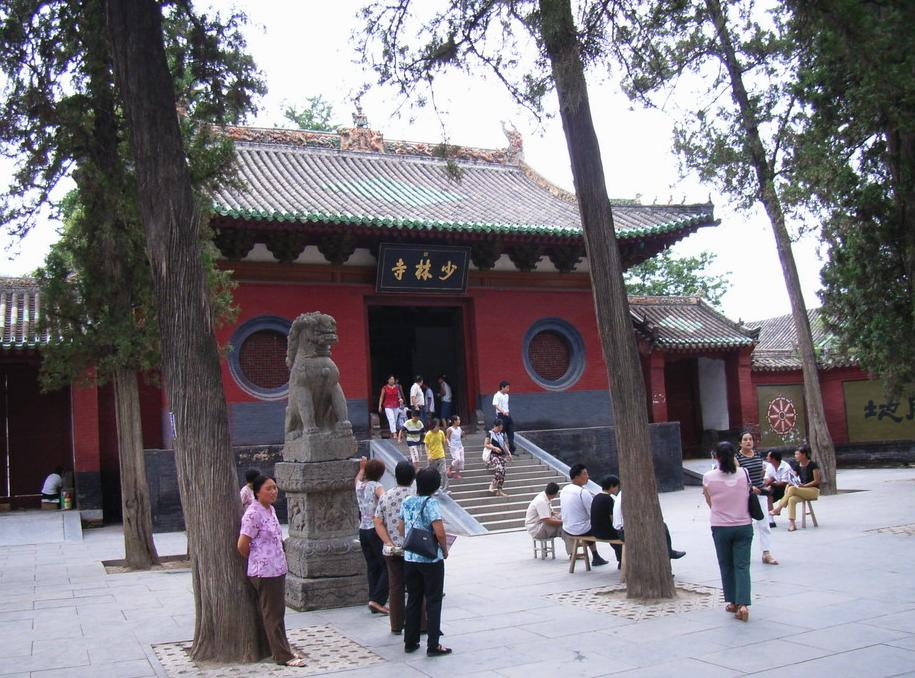
嵩山少林寺

中岳一向指河南的嵩山，《尔雅》“释山”称：“嵩高为中岳”，并称“山大而高”为嵩。嵩山其北瞰黃河、洛水，南臨潁水、箕山，東接五代京都汴梁，西連九朝古都洛陽，素有“汴洛兩京、畿內名山”之稱。於奇異的峻峰，宮觀林立，故為中原地區第一名山。
嵩山海拔1512米，在五岳中排尾二。

## 其他
五岳的读音之中，衡山和恒山的现代读音相同。除了用‘北岳’和‘南岳’来区分之外，最主要的原因是两者原本的读音并不相同。根据康熙字典的记录，衡字是《唐韻》戸庚切《集韻》《韻會》何庚切，𠀤音行。意思是说与‘行’字同音，是‘何’的声母和‘庚’的韵母合并。恒字是《廣韻》《集韻》《韻會》𠀤胡登切，音峘。意思是说恒字与‘峘’字同音，是由‘胡’的声母和‘登’的韵母合并的读音。
- 台灣五岳
- 韓國五嶽
- 雲南五嶽
- 三山五嶽
- 中原

## 延伸阅读
[在维基数据编辑]